# Tricalysia soyauxii
Espèce
Tricalysia soyauxii K.Schum. est une espèce de petits arbres tropicaux de la famille des Rubiacées et du genre Tricalysia. La sous-espèce soyauxii a été observée au Gabon et au Cameroun.

## Étymologie
Son épithète spécifique soyauxii rend hommage au voyageur et botaniste allemand Hermann Soyaux (de).

## Liste des variétés
Selon Tropicos (5 décembre 2017) (Attention liste brute contenant possiblement des synonymes) :
- variété Tricalysia soyauxii var. pedunculosa N. Hallé
- variété Tricalysia soyauxii var. pilosula N. Hallé
- variété Tricalysia soyauxii var. soyauxii
- variété Tricalysia soyauxii var. walkeriana N. Hallé
- variété Tricalysia soyauxii var. yangambiensis N. Hallé